# Schwimm- und Sportverein Ulm 1846 1962-1963
Questa voce raccoglie le informazioni riguardanti lo Schwimm- und Sportverein Ulm 1846 nelle competizioni ufficiali della stagione 1962-1963.

## Stagione
Nella stagione 1962-1963 l'Ulma, allenato da Alfred Hoffmann, concluse il campionato di Oberliga sud all'8º posto.

## Rosa
| N. |                     | Ruolo | Calciatore         |
| -- | ------------------- | ----- | ------------------ |
|    | Germania (bandiera) | P     | Wolfgang Fahrian   |
|    | Germania (bandiera) | P     | Artur Kießling     |
|    | Germania (bandiera) | D     | Hubert Burger      |
|    | Germania (bandiera) | D     | Hans Faltermeier   |
|    | Germania (bandiera) | D     | Manfred Günther    |
|    | Germania (bandiera) | D     | Fritz Mohring      |
|    | Germania (bandiera) | D     | Peter Rodenberg    |
|    | Germania (bandiera) | D     | Siegfried Schied   |
|    | Germania (bandiera) | D     | Karl Schneiderhahn |
|    | Germania (bandiera) | D     | Helmut Stocker     |
|    | Germania (bandiera) | C     | Georg Buck         |
|    | Germania (bandiera) | C     | Ortwin Deißler     |

| N. |                     | Ruolo | Calciatore     |
| -- | ------------------- | ----- | -------------- |
|    | Germania (bandiera) | C     | Rolf Deißler I |
|    | Germania (bandiera) | C     | Erwin Hoffmann |
|    | Germania (bandiera) | C     | Werner Losch   |
|    | Germania (bandiera) | C     | Gerold Stocker |
|    | Germania (bandiera) | A     | Horst Beichter |
|    | Germania (bandiera) | A     | Rolf Engel     |
|    | Germania (bandiera) | A     | Heinz Hörath   |
|    | Germania (bandiera) | A     | Dieter Praxl   |
|    | Germania (bandiera) | A     | Manfred Ruoff  |
|    | Germania (bandiera) | A     | Helmut Siebert |
|    | Germania (bandiera) | A     | Josef Stocker  |

## Organigramma societario
Area tecnica
- Allenatore: Alfred Hoffmann, Fred Hoffmann I
- Allenatore in seconda:
- Preparatore dei portieri:
- Preparatori atletici:
- Analisi video:

## Calciomercato

### Sessione estiva
| Acquisti | Acquisti        | Acquisti          | Acquisti |
| R.       | Nome            | da                | Modalità |
| -------- | --------------- | ----------------- | -------- |
| D        | Manfred Günther | Bergedorf         |          |
| A        | Heinz Hörath    | Bayern Hof        |          |
| A        | Dieter Praxl    | Kickers Offenbach |          |
| A        | Helmut Siebert  | ASV Pegnitz       |          |

| Cessioni | Cessioni | Cessioni | Cessioni |
| R.       | Nome     | a        | Modalità |
| -------- | -------- | -------- | -------- |

## Risultati

### Oberliga sud

#### Girone di andata
| Arbitro: | Kandlbinder |

|                       |           |             |
| Höller 26’ Wanner 29’ | Marcatori | 49’ Siebert |

| Arbitro: | Sparing |

|                        |           |               |
| Hoffmann 52’ Ruoff 75’ | Marcatori | 40’ Schneider |

| Arbitro: | Alt |

|                         |           |                                                       |
| Veit 4’ Bleser 11’, 23’ | Marcatori | 15’ Siebert 37’ (rig.) Hoffmann 40’ Ruoff 73’ Stocker |

| Arbitro: | Ommerborn |

|                                               |           |               |
| Engel 9’ Siebert 25’, 42’, 56’, 89’ Praxl 35’ | Marcatori | 48’ Ohlhauser |

| Arbitro: | Jacobi |

|                                |           |           |
| Lotz 60’ Kraus 85’, 89’ (rig.) | Marcatori | 62’ Ruoff |

| Arbitro: | Fritz |

|                     |           |                                  |
| Ruoff 48’ Engel 79’ | Marcatori | 19’ (rig.) Jendrosch 67’ Huttary |

| Arbitro: | Schreiner |

|               |           |  |
| Wild 36’, 66’ | Marcatori |  |

| Arbitro: | Freimuth |

|                   |           |                       |
| Hoffmann 35’, 86’ | Marcatori | 18’ Richter 83’ Stark |

| Arbitro: | Siebert |

|                             |           |  |
| Brunnenmeier 30’ Rebele 47’ | Marcatori |  |

| Arbitro: | Mörs |

|             |           |  |
| Günther 58’ | Marcatori |  |

| Arbitro: | Fischer |

|                                       |           |                    |
| Siebert 21’ Groß 69’ (aut.) Ruoff 87’ | Marcatori | 30’, 48’ Biesinger |

| Arbitro: | Eisemann |

|                                |           |                   |
| Otschik 29’ (rig.) Lechner 48’ | Marcatori | 28’ Siebert 65’ I |

| Arbitro: | Riegg |

|           |           |           |
| Ruoff 48’ | Marcatori | 68’ Stein |

| Arbitro: | Glatthaar |

|                            |           |           |
| Geisert 6’ Witlatschil 26’ | Marcatori | 55’ Ruoff |

| Arbitro: | Jacobi |

|                                                                                  |           |                     |
| Hoffmann 16’ (rig.), 43’ (rig.), 58’ (rig.) Siebert 17’, 44’, 47’, 84’ Ruoff 82’ | Marcatori | 28’ (rig.) Fröhlich |

#### Girone di ritorno
| Arbitro: | Kandlbinder |

|                     |           |            |
| Ruoff 69’ Praxl 87’ | Marcatori | 28’ Reiner |

| Arbitro: | Hager |

|                               |           |                       |
| Schneider 6’, 55’ Schmidt 65’ | Marcatori | 76’ Siebert 77’ Ruoff |

| Arbitro: | Wengenmayer |

|                             |           |                     |
| Siebert 12’ Faltermeier 88’ | Marcatori | 23’ Bleser 35’ Kott |

| Arbitro: | Alt |

|                                 |           |              |
| Drescher 50’ Ohlhauser 65’, 88’ | Marcatori | 83’ Beichter |

| Arbitro: | Betz |

|           |           |         |
| Ruoff 62’ | Marcatori | 36’ Süß |

| Arbitro: | Scheuring |

|               |           |             |
| Jendrosch 42’ | Marcatori | 80’ Siebert |

| Arbitro: | Sparing |

|                      |           |               |
| Siebert 4’ Ruoff 13’ | Marcatori | 59’ Haseneder |

| Arbitro: | Rodenhausen |

|                        |           |           |
| Lindner 45’ Reißer 65’ | Marcatori | 30’ Ruoff |

| Arbitro: | Mathieu |

|                                              |           |                                                                           |
| Ruoff 50’, 67’, 71’, 87’ Hoffmann 84’ (rig.) | Marcatori | 10’ Kohlars 22’ (rig.) Stemmer 48’ Heiß 73’ Küppers 78’, 85’ Brunnenmeier |

| Arbitro: | Fritz |

|                            |           |                       |
| Grübert 54’ Brunnhuber 58’ | Marcatori | 30’, 39’, 78’ Siebert |

| Arbitro: | Kandlbinder |

|                    |           |                       |
| Biesinger 25’, 44’ | Marcatori | 37’ Praxl 42’ Siebert |

| Arbitro: | Gathof |

|                       |           |             |
| Siebert 43’ Ruoff 60’ | Marcatori | 28’ Peschen |

| Arbitro: | Jacobi |

|                             |           |              |
| Schämer 10’ Horn 50’ (rig.) | Marcatori | 63’ Beichter |

| Arbitro: | Meißner |

|                               |           |               |
| Ruoff 29’ Hoffmann 90’ (rig.) | Marcatori | 26’, 36’ Wild |

| Arbitro: | Freimuth |

|                                        |           |                                 |
| Ammer 47’ Rühr 51’ Fröhlich 72’ (rig.) | Marcatori | 15’ Siebert 16’ Praxl 62’ Ruoff |

## Statistiche

### Statistiche di squadra
| Competizione | Punti | In casa | In casa | In casa | In casa | In casa | In casa | In trasferta | In trasferta | In trasferta | In trasferta | In trasferta | In trasferta | Totale | Totale | Totale | Totale | Totale | Totale | DR |
| Competizione | Punti | G       | V       | N       | P       | Gf      | Gs      | G            | V            | N            | P            | Gf           | Gs           | G      | V      | N      | P      | Gf     | Gs     | DR |
| ------------ | ----- | ------- | ------- | ------- | ------- | ------- | ------- | ------------ | ------------ | ------------ | ------------ | ------------ | ------------ | ------ | ------ | ------ | ------ | ------ | ------ | -- |
| Oberliga sud | 30    | 15      | 8       | 6       | 1       | 41      | 24      | 15           | 2            | 4            | 9            | 23           | 34           | 30     | 10     | 10     | 10     | 64     | 58     | +6 |
| Totale       | 30    | 15      | 8       | 6       | 1       | 41      | 24      | 15           | 2            | 4            | 9            | 23           | 34           | 30     | 10     | 10     | 10     | 64     | 58     | +6 |

### Andamento in campionato
| Giornata  | 1  | 2 | 3 | 4 | 5 | 6 | 7 | 8 | 9  | 10 | 11 | 12 | 13 | 14 | 15 | 16 | 17 | 18 | 19 | 20 | 21 | 22 | 23 | 24 | 25 | 26 | 27 | 28 | 29 | 30 |
| --------- | -- | - | - | - | - | - | - | - | -- | -- | -- | -- | -- | -- | -- | -- | -- | -- | -- | -- | -- | -- | -- | -- | -- | -- | -- | -- | -- | -- |
| Luogo     | T  | C | T | C | T | C | T | C | T  | C  | C  | T  | C  | T  | C  | C  | T  | C  | T  | C  | T  | C  | T  | C  | T  | T  | C  | T  | C  | T  |
| Risultato | P  | V | V | V | P | N | P | N | P  | V  | V  | N  | N  | P  | V  | V  | P  | N  | P  | N  | N  | V  | P  | P  | V  | N  | V  | P  | N  | N  |
| Posizione | 11 | 6 | 6 | 3 | 5 | 4 | 7 | 9 | 10 | 8  | 6  | 5  | 6  | 7  | 6  | 6  | 6  | 6  | 7  | 7  | 7  | 7  | 7  | 8  | 7  | 8  | 7  | 7  | 8  | 8  |

Legenda:

Luogo: C = Casa; T = Trasferta. Risultato: V = Vittoria; N = Pareggio; P = Sconfitta.

### Statistiche dei giocatori
| H. Beichter      | 17 | 2  | 0 | 0 |
| G. Buck          | 3  | 0  | 0 | 0 |
| H. Burger        | 22 | 0  | 0 | 0 |
| O. Deißler       | 29 | 0  | 0 | 0 |
| R. Engel         | 30 | 2  | 0 | 0 |
| W. Fahrian       | 30 | 0  | 0 | 0 |
| H. Faltermeier   | 30 | 1  | 0 | 0 |
| M. Günther       | 16 | 1  | 0 | 0 |
| E. Hoffmann      | 17 | 9  | 0 | 0 |
| H. Hörath        | 6  | 0  | 0 | 0 |
| R. I             | 11 | 1  | 0 | 0 |
| A. Kießling      | 0  | 0  | 0 | 0 |
| W. Losch         | 5  | 0  | 0 | 0 |
| F. Mohring       | 1  | 0  | 0 | 0 |
| D. Praxl         | 20 | 4  | 0 | 0 |
| P. Rodenberg     | 3  | 0  | 0 | 0 |
| M. Ruoff         | 30 | 20 | 0 | 0 |
| S. Schied        | 0  | 0  | 0 | 0 |
| K. Schneiderhahn | 10 | 0  | 0 | 0 |
| H. Siebert       | 30 | 22 | 0 | 0 |
| G. Stocker       | 14 | 1  | 0 | 0 |
| H. Stocker       | 5  | 0  | 0 | 0 |
| J. Stocker       | 1  | 0  | 0 | 0 |